# Gran Bretagna ai Giochi della XXXIII Olimpiade
La Gran Bretagna ha partecipato ai Giochi della XXXIII Olimpiade, in corso di svolgimento a Parigi dal 26 luglio all'11 agosto 2024, con una delegazione di 353 atleti, 168 uomini e 185 donne in 26 sport e 32 discipline.
I portabandiera alla cerimonia di apertura sono stati Tom Daley e Helen Glover.

## Delegazione
| Sport                | Uomini | Donne | Totale |
| -------------------- | ------ | ----- | ------ |
| Arrampicata sportiva | 2      | 2     | 4      |
| Atletica leggera     | 36     | 39    | 75     |
| Badminton            | 2      | 1     | 3      |
| Canoa/kayak          | 2      | 2     | 4      |
| Canottaggio          | 20     | 22    | 42     |
| Ciclismo             | 18     | 18    | 36     |
| Equitazione          | 6      | 6     | 12     |
| Ginnastica           | 6      | 7     | 13     |
| Golf                 | 2      | 2     | 4      |
| Hockey su prato      | 19     | 19    | 38     |
| Judo                 | 0      | 5     | 5      |
| Nuoto                | 19     | 14    | 33     |
| Nuoto artistico      | 0      | 2     | 2      |
| Pentathlon moderno   | 2      | 2     | 4      |
| Pugilato             | 3      | 3     | 6      |
| Rugby a 7            | 0      | 12    | 12     |
| Skateboard           | 1      | 2     | 3      |
| Sollevamento pesi    | 0      | 1     | 1      |
| Taekwondo            | 2      | 2     | 4      |
| Tennis               | 6      | 2     | 8      |
| Tennistavolo         | 1      | 1     | 2      |
| Tiro con l'arco      | 3      | 3     | 6      |
| Tiro                 | 3      | 3     | 6      |
| Triathlon            | 2      | 3     | 5      |
| Tuffi                | 6      | 5     | 11     |
| Vela                 | 7      | 7     | 14     |
| Totale               | 168    | 185   | 353    |